# 橘家圓蔵 (8代目)
8代目 橘家 圓蔵（たちばなや えんぞう、1934年〈昭和9年〉4月3日 - 2015年〈平成27年〉10月7日）は、日本の落語家。本名：大山 武雄（おおやま たけお）。生前は落語協会所属。出囃子は『虎退治』。
前名の5代目 月の家圓鏡としても広く知られていた。

## 来歴・人物
東京府東京市（現在の東京都江戸川区）平井に生まれる。生涯を通して平井に在住していたため、「平井の師匠」という通り名があった。
家業の紙芝居屋を経て、1952年12月14日、4代目月の家圓鏡（のちの7代目橘家圓蔵）に入門。橘家竹蔵との前座名を与えられる。
1955年3月に金原亭馬太郎とともに二ツ目に昇進し、橘家舛蔵と改名。1965年3月に真打に昇進し、5代目 月の家圓鏡を襲名。7代目（自称5代目）立川談志を兄貴分として信頼し、談志、5代目三遊亭圓楽、3代目古今亭志ん朝とともに「落語四天王」と呼ばれた。
1960年代から「ヨイショの圓鏡」の異名をとり、落語家としてもラジオスターとしても一時代を築く。徹底的に明朗かつ座持ちの良い芸風で、高座や座敷のみならず、ラジオやテレビ、CMでも大活躍し、「圓鏡の声が聞こえない日はない」と称されるほどの人気を得た。
持ち前の頭の回転の速さからなぞかけを得意とし、自宅の表札の裏に「そのココロは?」と書いてあるとも噂された。頭の回転を活かした頓知を発揮し、大喜利やクイズでも逸早く回答して「早いが取り柄の出前と圓鏡」「早いと言えば圓鏡か新幹線か」と自称した。この時代にラジオ台本を多く手がけていたのが半村良で、交友は生涯にわたって続いた。
強度の近視のため、黒縁眼鏡を掛けたまま高座に上がっていた。これは従来の寄席演芸のタブーを破るものだったが、自身のトレードマークとなった。
兄弟子の初代林家三平が「ヨシコさん」のギャグで売ったのに対抗し、妻の節子をネタにした「ウチのセツコが」というフレーズが大いにウケる。
1978年、文化庁芸術祭優秀賞を受賞。
同年に勃発した落語協会分裂騒動では師匠である7代目圓蔵の無節操な言動に翻弄され、落語協会復帰は許されたものの、実質的な圓蔵一門の看板として後始末に苦労することになった。1980年に師匠が没してわずか2年後の1982年10月、圓蔵の名跡に付いてしまった悪印象の払拭を期待され、異例の性急さで8代目橘家圓蔵を襲名する。
8代目襲名後は次第に寄席に比重を移し、総領弟子の6代目月の家圓鏡以下、多数の弟子を抱える大御所的存在として君臨する。8代目圓蔵一門は本人に因み「ヨイショの一門」と呼ばれる。
2006年、落語協会相談役に就任。2012年11月には江戸川区文化賞を授与される。晩年は高齢のため全盛期のような口演が困難となり、2012年頃からは高座への出演を控えていた。
2015年10月7日午前3時30分、心室細動のため東京都内の病院で死去。81歳没。戒名は「鏡光院武儔円蔵居士」。墓所は江東区亀戸の長寿禅寺。
没後、遺族から平井の自宅を寄贈された江戸川区が施設を整備、記念館「ひらい圓藏亭」として一般公開。落語会会場としても用いられている。

## 主な演目
- 穴どろ
- 浮世床
- 鰻の幇間
- 大山家の人々（自作）
- 火焔太鼓
- 蜘蛛駕籠
- 七面堂
- 品川心中
- 死神
- 心眼
- 粗忽の釘
- たいこ腹
- 道具屋
- 猫と金魚
- 寝床
- 反対俥
- 無精床
- 堀の内
- 湯屋番
- らくだ

## 主な出演

### ラジオ番組
- 円鏡のこの指とまれ（TBSラジオ）
- 午後2時の男（1966年10月 - 1981年10月、文化放送）
- 歌謡大行進（1969年4月 - 1970年7月、文化放送） - 三笠麗子と共演
- 円鏡のもうじきお昼だよ（文化放送）
- 円鏡のお昼でヨイショ!]（文化放送）
- 圓蔵のみんなでヨイショ!（1982年10月 - 1984年3月、文化放送）
- 円鏡の歌謡曲ドンドン（1968年9月 - 1973年4月、ニッポン放送）
- 談志・円鏡 歌謡合戦（1969年 - 1973年、ニッポン放送）

※木魚を叩きながら7代目（自称5代目）立川談志とナンセンスギャグの応酬を展開し、伝説的番組となった（CD化され、『立川談志ひとり会 CD全集 第二期』に収録）。
- 円鏡のモシモシ歌謡曲（1970年10月 - 1973年4月、ニッポン放送）
- 月の家円鏡ショウ（1973年4月 - 1974年4月、ニッポン放送）
- 月の家円鏡のハッピーカムカム → 橘家圓蔵のハッピーカムカム（1974年4月 - 1987年4月、ニッポン放送）
- 圓蔵のお昼だヨイショ → 圓蔵・まみのお昼だヨイショ（1987年4月 - 1989年4月、ニッポン放送）

### テレビ番組

#### レギュラー
- お笑い頭の体操（1968年2月 - 1975年12月、TBSテレビ[注釈 6]）
- やじうま寄席（1971年10月 - 1980年3月、日本テレビ）
- ハイヌーンショー（1972年1月 - 1975年3月、フジテレビ） - 司会
- ちびっこアベック歌合戦（1974年10月 - 1975年9月、毎日放送[注釈 7]） - 司会
- 日曜演芸会（NETテレビ）
- お笑い大集合（1978年4月 - 1980年9月、フジテレビ） - 司会
  - 大進撃!おもしろ組（1980年10月 - 1981年3月、フジテレビ） - 司会
- ウィークエンド東京（東京12チャンネル）
- お好み演芸会（1980年4月 - 1989年3月、NHK総合）

#### ゲスト
- 笑点（日本テレビ）
- 気まぐれ百年（日本テレビ）
- 初笑いうるとら寄席（TBS）
- ゆく年くる年（1965年、TBS）
- オットいたゞき（1966年、NET / 東映）
  - 第9話「油断大敵の巻」
  - 第10話「万事休すの巻」
- 初詣!爆笑ヒットパレード（フジテレビ）
- 花王名人劇場（関西テレビ）
- 特捜最前線 第399話「少女・ある愛を探す旅!」（1985年、テレビ朝日 / 東映）

### 映画
- 落語野郎 大爆笑（1967年、東宝） - 薮井竹庵 役
- 与太郎戦記（1969年、大映） - 徴兵軍医 役

### CM
- 国際電気（国際電気工業）

※銃を持った戦闘員の格好をしている圓蔵が、ほふく前進をしながら本部へ無線連絡して「寒くて寒くてガッタガタです」と言う時の動きがウケていた（「暑くて暑くてクーラクラです」と言うパターンもあった）。　
- エバラ焼肉のたれ（エバラ食品工業）

※1970年から1986年までの約16年間の長きに渡り出演。「3日に一度は焼肉料理」のフレーズでエバラ食品工業（現在は東証スタンダード上場）の知名度・業績拡大に大きく貢献した他、エバラの社員と共に日本各地の精肉店に営業に出向いたこともあった。
- メガネクリンビュー（タイホー工業（現：イチネンケミカルズ））

※鍋料理を囲む設定で、「眼鏡スッキリ曇りなし、料理すっかり食う物なし」のフレーズが受けた。
- タイホーハロン消火器（タイホー工業）
- セブン-イレブン

※1980年代初頭、年末年始仕様のCMに出演。
- ニュータッチヌードル（ヤマダイ）

※1980年代に出演。

## 一門弟子
- 6代目柳亭左楽 - 8代目桂文楽門下から7代目橘家圓蔵門下を経て移籍
- 2代目橘家竹蔵 - 7代目橘家圓蔵門下から移籍
- 6代目月の家圓鏡
- 橘家半蔵
- 橘家富蔵
- 2代目橘家蔵之助
- 橘家仲蔵

### 系図
| 8代目橘家圓蔵† | 8代目橘家圓蔵† | 8代目橘家圓蔵† | 8代目橘家圓蔵† | 8代目橘家圓蔵† | 8代目橘家圓蔵† |  |  | 6代目柳亭左楽   | 6代目柳亭左楽   | 6代目柳亭左楽   | 6代目柳亭左楽   | 6代目柳亭左楽   | 6代目柳亭左楽   |  |  |                   |                   |                   |                   |                   |                   |
| 8代目橘家圓蔵† | 8代目橘家圓蔵† | 8代目橘家圓蔵† | 8代目橘家圓蔵† | 8代目橘家圓蔵† | 8代目橘家圓蔵† |  |  | 6代目柳亭左楽   | 6代目柳亭左楽   | 6代目柳亭左楽   | 6代目柳亭左楽   | 6代目柳亭左楽   | 6代目柳亭左楽   |  |  |                   |                   |                   |                   |                   |                   |
|                |                |                |                |                |                |  |  | 橘家竹蔵        | 橘家竹蔵        | 橘家竹蔵        | 橘家竹蔵        | 橘家竹蔵        | 橘家竹蔵        |  |  | 橘家圓十郎        | 橘家圓十郎        | 橘家圓十郎        | 橘家圓十郎        | 橘家圓十郎        | 橘家圓十郎        |
|                |                |                |                |                |                |  |  | 橘家竹蔵        | 橘家竹蔵        | 橘家竹蔵        | 橘家竹蔵        | 橘家竹蔵        | 橘家竹蔵        |  |  | 橘家圓十郎        | 橘家圓十郎        | 橘家圓十郎        | 橘家圓十郎        | 橘家圓十郎        | 橘家圓十郎        |
|                |                |                |                |                |                |  |  | 6代目月の家圓鏡 | 6代目月の家圓鏡 | 6代目月の家圓鏡 | 6代目月の家圓鏡 | 6代目月の家圓鏡 | 6代目月の家圓鏡 |  |  | 2代目月の家小圓鏡 | 2代目月の家小圓鏡 | 2代目月の家小圓鏡 | 2代目月の家小圓鏡 | 2代目月の家小圓鏡 | 2代目月の家小圓鏡 |
|                |                |                |                |                |                |  |  | 6代目月の家圓鏡 | 6代目月の家圓鏡 | 6代目月の家圓鏡 | 6代目月の家圓鏡 | 6代目月の家圓鏡 | 6代目月の家圓鏡 |  |  | 2代目月の家小圓鏡 | 2代目月の家小圓鏡 | 2代目月の家小圓鏡 | 2代目月の家小圓鏡 | 2代目月の家小圓鏡 | 2代目月の家小圓鏡 |
|                |                |                |                |                |                |  |  | 橘家半蔵        |                 |                 |                 |                 |                 |  |  |                   |                   |                   |                   |                   |                   |
|                |                |                |                |                |                |  |  |                 |                 |                 |                 |                 |                 |  |  |                   |                   |                   |                   |                   |                   |
|                |                |                |                |                |                |  |  | 橘家富蔵        |                 |                 |                 |                 |                 |  |  |                   |                   |                   |                   |                   |                   |
|                |                |                |                |                |                |  |  |                 |                 |                 |                 |                 |                 |  |  |                   |                   |                   |                   |                   |                   |
|                |                |                |                |                |                |  |  | 2代目橘家蔵之助 |                 |                 |                 |                 |                 |  |  |                   |                   |                   |                   |                   |                   |
|                |                |                |                |                |                |  |  |                 |                 |                 |                 |                 |                 |  |  |                   |                   |                   |                   |                   |                   |
|                |                |                |                |                |                |  |  | 橘家仲蔵        |                 |                 |                 |                 |                 |  |  |                   |                   |                   |                   |                   |                   |
|                |                |                |                |                |                |  |  |                 |                 |                 |                 |                 |                 |  |  |                   |                   |                   |                   |                   |                   |

### 弟子入り
- 1966年2月 - 月の家杵助が入門。
- 1972年4月  -杵助が二ツ目昇進、「橘家舛蔵」と改名。
- 1975年5月 - 月の家かがみが入門。
- 1980年
  - 2月 - かがみが二ツ目昇進、「靖鏡」と改名。
  - 月の家杵助が入門。
  - 7代目橘家圓蔵門下から桂文平と橘家竹蔵を預かる。
- 1981年3月 - 橘家竹蔵が真打昇進。
- 1982年
  - 月の家かがみが入門。
  - 橘家若蔵が入門。
  - 4月 - 舛蔵が真打昇進、「初代月の家小圓鏡」と改名。
  - 8代目橘家圓蔵を襲名。
- 1983年4月 - 杵助が二ツ目昇進、「橘家舛蔵」と改名。
- 1986年 - かがみが二ツ目昇進、「橘家鷹蔵」と改名。
- 1987年 - 若蔵が二ツ目昇進、「橘家豊蔵」と改名。
- 1990年3月 - 靖鏡が真打昇進、「橘家半蔵」と改名。
- 1991年 - 橘家竹蔵門下に橘家亀蔵が入門。
- 1995年
  - 舛蔵が真打昇進、「橘家富蔵」と改名。
  - 亀蔵が二ツ目昇進。
- 1996年 - 鷹蔵改メ「2代目橘家蔵之助」、豊蔵改メ橘家仲蔵が真打昇進。
- 1999年4月 - 小圓鏡が6代目月の家圓鏡を襲名。
- 2001年
  - 3月 - 文平が6代目柳亭左楽を襲名。
  - 六代目月の家圓鏡門下に月の家かがみが入門。
- 2004年11月 - かがみが二ツ目昇進、「鏡太」と改名。
- 2005年 - 亀蔵が真打昇進、橘家圓十郎を襲名。
- 2016年3月 - 鏡太が真打昇進、2代目月の家小圓鏡を襲名。

## 著書
- 月の家円鏡 『円鏡のセツ子と共に』文化放送、1968年
- 月の家円鏡『即興話術 社交・座談・酒席にすぐ役立つ本』日本文芸社、1969年
- 小久保晴行 『八代目橘家圓蔵の泣き笑い人情噺』イースト・プレス、2003年